# Phrynopus juninensis
Phrynopus juninensis és una espècie de granota que viu al Perú. Està amenaçada d'extinció per la pèrdua del seu hàbitat natural.